# Ácido malônico
O ácido malônico é um ácido orgânico, pertencente ao grupo dos ácidos dicarboxílicos. Não deve ser confundido com o ácido málico, que apresenta estrutura e propriedades físico-químicas diferentes.
Os sais do ácido malônico são chamados malonatos e os ésteres são chamados de ésteres malônicos.

## Bioquímica
Na síntese mitocondrial de ácidos gordos (mtFASII), o ácido malónico constitui o substrato inicial, que é convertido em malonil-CoA pelo membro da família 3 da acil-CoA sintetase (ACSF3) na primeira etapa da mtFASII.
Um de seus derivados, o malonil-CoA é um dos precursores da biossíntese dos ácidos graxos.

Existe naturalmente como cristais brancos. O acido malônico é um exemplo de inibidor competitivo, inibindo a succinato desidrogenase no ciclo de Krebs.

## Síntese
O método clássico de síntese é com o precursor ácido cloroacético:

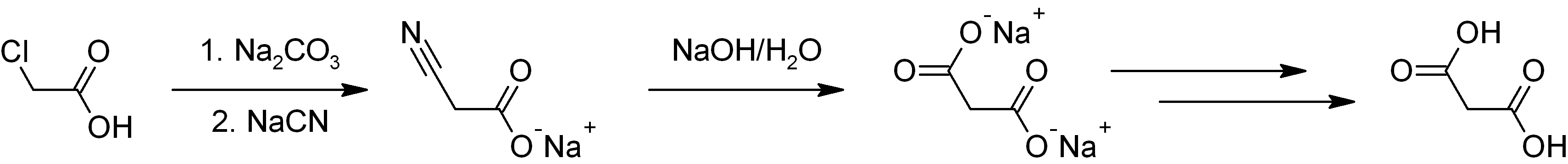
Sintese do ácido malónico por meio do ácido cloroacético.

O carbonato de sódio forma um sal de sódio que reage com o cianeto de sódio formando um cianoacetato por meio de uma substituição nucleofílica. O grupo nitrila pode ser hidrolisado com hidróxido de sódio resultando em um malonato de sódio, que por acidificação forma um ácido malônico.
Industrialmente o ácido malonico é produzido pela hidrólise de malonato de dimetila ou malonato de dietila.
O ácido malonico também pode ser obtido por fermentação de glicose com o uso de bactérias geneticamente modificadas.

## Patologia
Se níveis elevados de ácido malónico forem acompanhados por níveis elevados de ácido metilmalónico, isto pode indicar a doença metabólica acidúria combinada malónica e metilmalónica (CMAMMA). Ao calcular a relação entre o ácido malónico e o ácido metilmalónico no plasma sanguíneo, o CMAMMA pode ser distinguido da acidemia metilmalónica clássica.